# Bitwa pod Gettysburgiem
Bitwa pod Gettysburgiem – najkrwawsza bitwa wojny secesyjnej, stoczona w dniach 1−3 lipca 1863 roku pod miastem Gettysburg w stanie Pensylwania. Armia Północnej Wirginii generała Roberta E. Lee została pokonana przez Armię Potomaku, ponosząc przy tym ogromne straty w ludziach; straty, które – przy ograniczonych możliwościach naboru rekruta – okazały się nie do odrobienia. Trzeciego, decydującego dnia, Lee popełnił błąd, nakazując atak na dobrze przygotowane centrum wojsk Unii. Ten manewr odebrał mu zwycięstwo i kosztował tysiące ofiar.
Konfederacka armia, nieatakowana przez wojska Unii, wycofała się wprawdzie w dobrym porządku, ale nigdy już nie miała podjąć większej ofensywy. Wraz z upadkiem 4 lipca oblężonego Vicksburga, bitwa ta – choć nie decydująca sama w sobie – wyznaczyła punkt zwrotny, od którego Konfederacja systematycznie chyliła się ku upadkowi, a wojna secesyjna zbliżała się do końca, mimo że miała trwać jeszcze prawie dwa lata.

## Tło historyczne

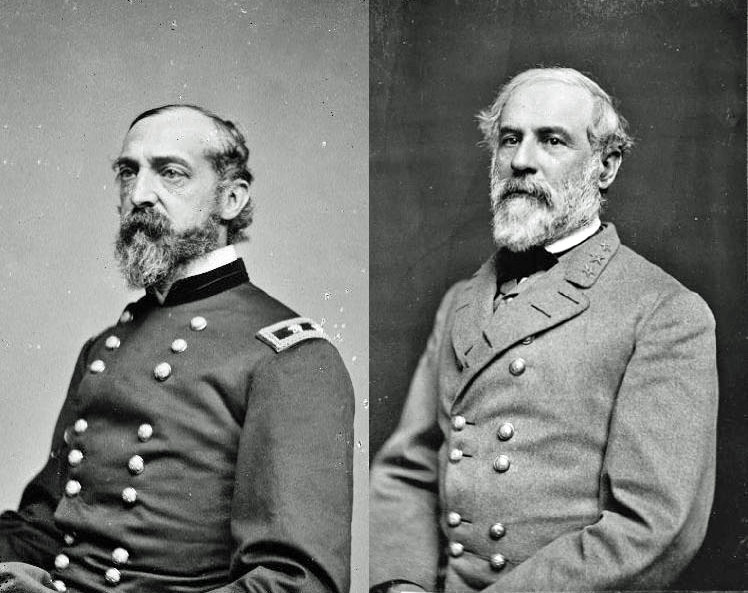
Generałowie George Meade i Robert E. Lee

Od chwili, gdy Robert E. Lee przejął w czerwcu 1862 roku (po bitwie pod Seven Pines) dowodzenie Armią Północnej Wirginii, wiódł ją od zwycięstwa do zwycięstwa w szeregu bitew o charakterze obronnym. Gdy jednak podczas pierwszej w wojnie secesyjnej inwazji na Północ został odparty w bitwie nad Antietam Creek (wrzesień 1862 roku), nie udało mu się przeprowadzić zwycięskiej ofensywy na terytorium wroga, co mogłoby przekonać mocarstwa europejskie do udzielenia Konfederacji potrzebnej jej pomocy.
Niemniej sława Lee nieustannie rosła, do czego przyczyniali się kolejni nieudolni lub zbyt ostrożni dowódcy sił Unii, którzy nie potrafili go pokonać. Wygrane bitwy na własnym terytorium nie zmieniały jednak pogarszającej się sytuacji konfederackich armii, odczuwających coraz poważniejsze braki w zaopatrzeniu.
W tej sytuacji, po zwycięstwie nad unijną Armią Potomaku pod Chancellorsville (1−3 maja 1863 roku), Lee zdecydował się na drugą inwazję na stany Północy. Taki też plan przedłożył prezydentowi Konfederacji Jeffersonowi Davisowi oraz wiceprezydentowi Alexandrowi Stephensowi i otrzymał ich pełne poparcie. Lee pojął wreszcie, że wojen nie wygrywa się w defensywie, a ponadto liczył na to, że zwycięski marsz przez terytorium Unii będzie ważnym sukcesem propagandowym konfederatów i wzmocni stronnictwo pokojowe na Północy. Chciał przenieść wojnę na terytorium unijnej Pensylwanii, dotychczas nietkniętej działaniami wojennymi i dać odpocząć ludności konfederackiego stanu Wirginia, do tego czasu głównego teatru walk. Bogata Pensylwania byłaby też doskonałym źródłem darmowego zaopatrzenia dla armii konfederackiej.
W najbardziej optymistycznym wariancie wydarzeń Lee miał nadzieję na zmuszenie Armii Potomaku do bitwy na korzystnych dla siebie warunkach, zniszczenie jej (i być może zagrożenie potem Waszyngtonowi, Filadelfii i Baltimore), a przez to zmuszenie Unii do rozpoczęcia rokowań pokojowych. Kolejne sukcesy militarne mogły również (na co liczono w Richmond) doprowadzić do uznania przez Wielką Brytanię i Francję państwowości Południa. Były to jednak tylko mrzonki: Proklamacja Emancypacji prezydenta Abrahama Lincolna, opublikowana 1 stycznia 1863 roku, znosiła niewolnictwo na terytorium Konfederacji; społeczeństwa mocarstw europejskich nie pozwoliłyby swoim rządom na nawiązanie stosunków dyplomatycznych z krajem, który otwarcie utrzymywał się z niewolniczej siły roboczej.
Na Południu powstała wprawdzie idea, której głosicielem już w roku 1861 był gen. bryg. Richard Ewell, by ogłosić zaciąg do wojska dla Murzynów, którzy w ten sposób zyskiwaliby wolność, ale spotkało się to ze sprzeciwem konserwatystów, więc Kongres CSA przegłosował ją dopiero w kwietniu 1865 roku, na kilka tygodni przed kapitulacją pod Appomattox Court House, czyli zdecydowanie za późno.

## Organizacja i uzbrojenie stron

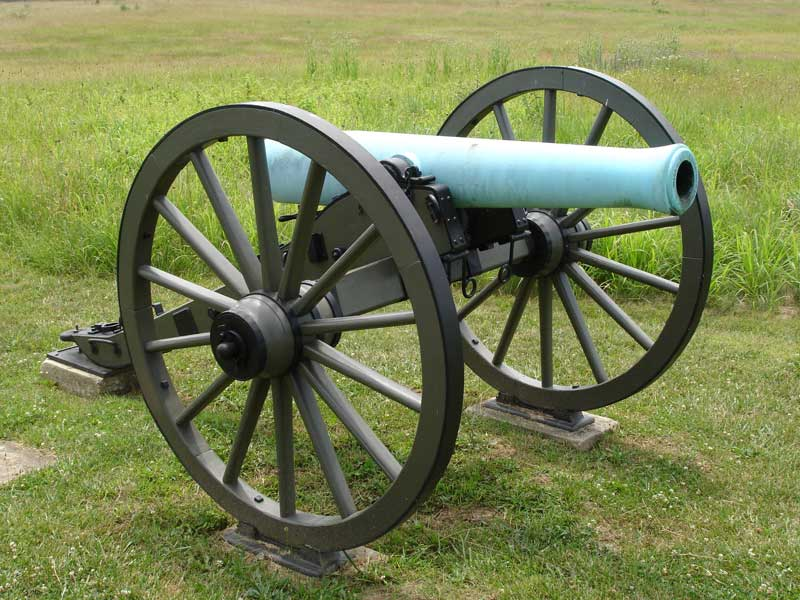
12-funtowe działo „Napoleon 1857”

W obu armiach regiment (pułk) piechoty składał się z dziesięciu kompanii numerowanych od A do K (nie było kompanii J) i liczących od 64 do 100 żołnierzy. Kompanią dowodził kapitan mający pod sobą trzech poruczników, trzech podporuczników, czterech sierżantów i czterech kaprali. Podoficerowie w bitwie zajmowali miejsce z tyłu szyku (by pilnować ustawienia żołnierzy w linii).
Obie armie różniły się w systemie rekrutacji. Na południu, gdy regiment odnosił poważne straty, otrzymywał uzupełnienia. Na północy taki regiment rozwiązywano, tworząc w jego miejsce nowy. Skutkowało to tym, że konfederaci łatwo uzupełniali swe siły, bowiem rekruci dołączali do weteranów, podczas gdy unioniści musieli od początku szkolić nowych rekrutów.
Artyleria obu stron zorganizowana była nieco inaczej. W Armii Unii regiment artylerii składał się z dwóch batalionów, te zaś z pięciu 4-6-działowych baterii. Połowa artylerii korpuśnej stanowiła rezerwę operacyjną, zaś rezerwa armijna składała się z około stu dział. W Armii Konfederacji dywizja piechoty posiadała batalion artyleryjski składający się z 4 baterii, a w każdym korpusie były dwa bataliony rezerwy.
Artyleria polowa używała wielu różnych armat, haubic i moździerzy. Oto kilka wybranych typów:
- 12-funtowa gładkolufowa armata typu „Napoleon 1857”
- gładkolufowe haubice 6-, 12-, 24- i 32-funtowe
- gwintowane armaty Parrota 10-, 20- i 30-funtowe
- 10-funtowe gwintowane armaty Rodman i Ordnance[14]

Kawaleria zorganizowana była w 5-szwadronowe regimenty, przy czym każdy szwadron składał się z dwóch kompanii (półszwadronów) rzadko przekraczających stan 250 szabel. W Armii Potomaku były trzy dywizje kawalerii i dwie brygady artylerii konnej. W Armii Północnej Wirginii była jedna duża dywizja (3 brygady + 6 baterii artylerii konnej).
Podstawową bronią piechoty był odprzodowy karabin Springfield wzór 1861 (Unia) i odprzodowy karabin Enfield wzór 1853 strzelający pociskami Minié (Konfederacja). Kawaleria unijna posługiwała się powtarzalnymi karabinkami Spencera lub Henry’ego, podczas gdy kawalerzyści konfederaccy używali różnej, często przypadkowej broni.
Pierwowzór broni maszynowej, czyli kartaczownica Gatlinga, był ciężki i nieporęczny, dlatego takie kartaczownice stosowano głównie na okrętach obu stron. W bitwie pod Gettysburgiem nie zostały użyte.

## Działania przed bitwą
konfederaci
     unioniści

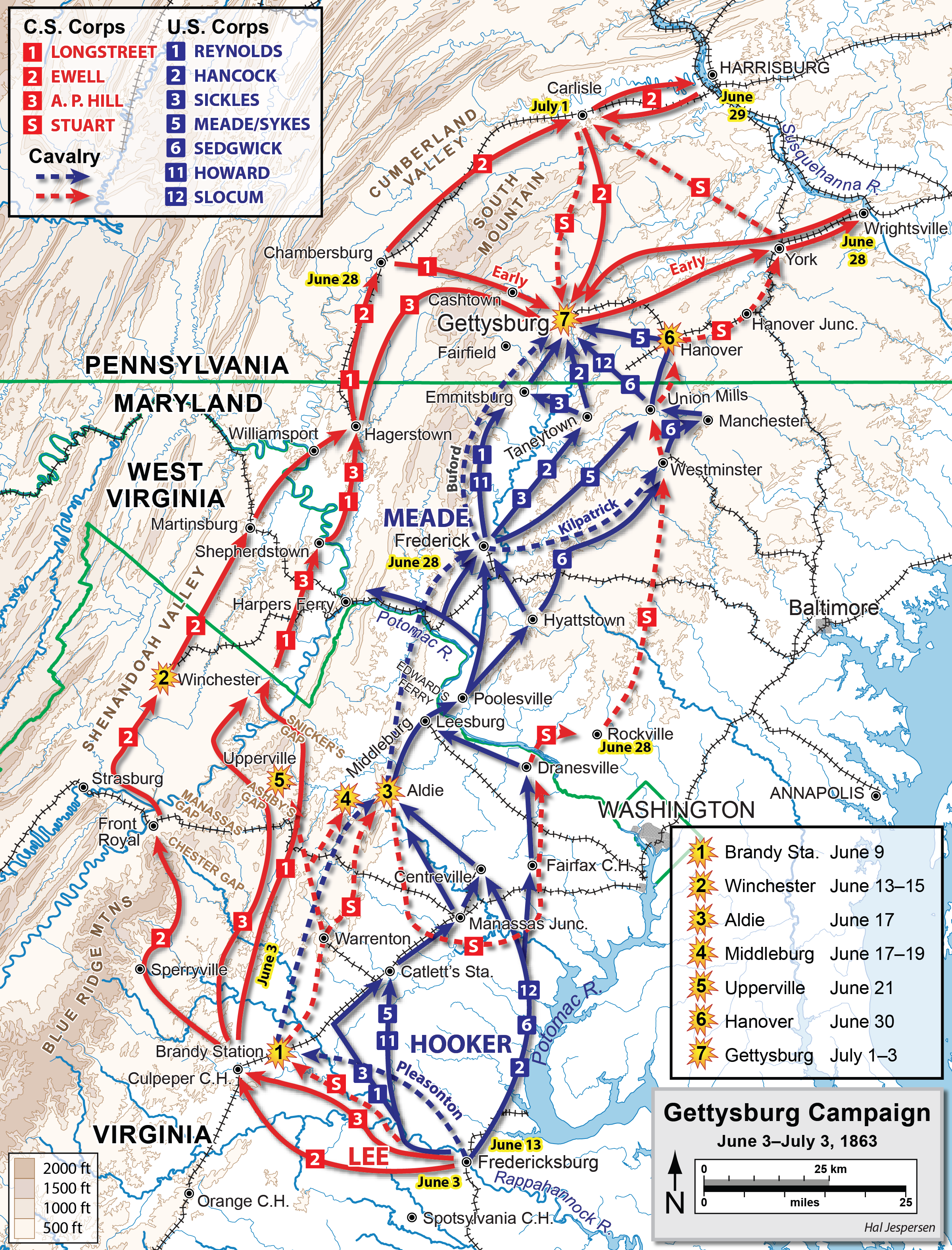
Kampania gettysburska (3 czerwca – 3 lipca); ruchy kawalerii wykropkowane.
konfederaci
unioniści

3 czerwca 1863 roku Armia Północnej Wirginii opuściła swoje obozy naprzeciwko stojącej nad rzeką Rappahannock Armii Potomaku pod Fredricksburgiem i pomaszerowała na zachód do doliny rzeki Shenandoah, a stamtąd na północ do granicy ze stanem Maryland. Morale w Armii Północnej Wirginii było wysokie; żołnierze zostali nakarmieni, dezerterów prawie nie było.
W dniach 15–25 czerwca Lee przeprawił swoją armię przez graniczną rzekę Potomak. Pierwszym celem kampanii była linia kolejowa przebiegająca przez Harrisburg – newralgiczna arteria zaopatrzeniowa armii Unii. Jednocześnie wysłał większą część swojej kawalerii pod dowództwem gen. mjra „Jeba” Stuarta na dalekie tyły wojsk Unii w celu wywołania zamieszania w szeregach przeciwnika. Jak powszechnie się przyjmuje, odłączenie się jazdy od sił głównych miało decydujące dla całej kampanii konsekwencje. Związane to było z faktem, iż oddziały federalne były rozciągnięte na bardzo szerokim froncie, przez co Stuart stracił kontakt z Lee i nie mógł przekazywać mu żadnych informacji o posunięciach przeciwnika.
Poszczególne korpusy Armii Północnej Wirginii rozlewały się szeroko po kraju, rabując prywatne posiadłości mieszkańców. W Chambersburgu zaopatrzeniowcy gen. por. Longstreeta włamywali się do zamkniętych sklepów, a on sam miał odpowiedzieć skarżącej się na zabranie jej całego bydła i trzody chlewnej kobiecie ze wsi: „Tak, droga pani, to bardzo smutne, bardzo smutne, a tak właśnie działo się przez ostatnie dwa lata w Wirginii... rzeczywiście bardzo smutne”. Przy okazji żołnierze konfederaccy zagarnęli też pewną liczbę czarnoskórych, wolnych od pokoleń obywateli Pensylwanii i odesłali ich – jako niewolników – na Południe.
W pogoni za armią konfederatów Armia Potomaku maszerowała na północ i przeprawiła się przez rzekę Potomak między 25 a 27 czerwca, starając trzymać się między armią konfederatów a Waszyngtonem (gen. Henry W. Halleck, głównodowodzący wojsk Unii, pisał do jej dowódcy, gen. mjra Josepha Hookera: „Twoja armia ma wolną rękę w działaniu, pamiętaj jednak, że najważniejszym zadaniem Armii Potomaku jest ochrona Waszyngtonu i Baltimore”). W tym newralgicznym momencie (28 czerwca) Hooker podał się do dymisji z powodu sporów w kwestiach dowodzenia, jakie toczył z prezydentem Lincolnem i gen. Halleckiem. Następcą Hookera został gen. mjr George Meade. Ta nagła zmiana dowódcy w trakcie trwania kampanii Lee w Pensylwanii zwiększyła jeszcze pewność siebie konfederatów. Nie było bowiem pewne, czy Meade zdąży przejąć pełne i skuteczne dowództwo nad armią przed rozpoczęciem spodziewanego starcia. On sam zresztą w to nie wierzył, mówiąc płk. Jamesowi Hardiemu, który przywiózł mu rozkaz: No cóż, zostałem osądzony i skazany bez przesłuchania; myślę, że teraz pewnie pójdę na egzekucję.
Lee dowiedział się o przeprawie armii Unii przez Potomak późno – dopiero 29 czerwca – od jednego z konfederackich szpiegów. Tu uwidoczniła się nieobecność kawalerii, która przy normalnym biegu wydarzeń dałaby mu te informacje dwa-trzy dni wcześniej. Lee był zaskoczony niespodziewaną bliskością Armii Potomaku, w momencie gdy jego armia była rozrzucona na sporym obszarze Pensylwanii. W tej sytuacji wydał rozkaz natychmiastowej koncentracji swoich rozrzuconych korpusów. Patrząc na mapę, za najlepsze miejsce do osiągnięcia najszybszej koncentracji uznano okolice Gettysburga, liczącego 2390 mieszkańców miasteczka, wyróżniającego się tym, że zbiegało się tam kilka ważnych dróg. Korpusy konfederatów rozpoczęły koncentryczny marsz na Gettysburg od północy i zachodu. Dowódca Armii Północnej Wirginii liczył też, iż uda mu się całością sił uderzyć na przeciwnika znajdującego się w marszu i zepchnąć jego jednostki jedna na drugą. Co równie ważne, w miasteczku miał znajdować się jakoby magazyn butów (co nie było prawdą; spis powszechny z roku 1860 wymieniał 22 szewców w Gettysburgu, ale żadnej fabryki), a buty konfederatów były już w strzępach; wielu żołnierzy maszerowało boso raniąc stopy na kamienistych drogach.
W tym samym czasie Armia Potomaku maszerowała na północ, podchodząc do Gettysburga od południa. Meade, nie wiedząc dokładnie gdzie są siły Lee, planował stoczenie bitwy wzdłuż linii rzeczki Pipe Creek, dopływu Susquehanna, bowiem – jak wyjaśniał generałowi Halleckowi – „jeśli nieprzyjaciel przekroczy Susquehanna z zamiarem marszu na Baltimore, wydam mu bitwę”. W okolicach Gettysburga miało działać jedynie lewe skrzydło jego armii, a mianowicie korpusy I (Reynoldsa), III (Sicklesa) i XI (Howarda). 29 czerwca korpusy Meade’a rozciągnięte były na odcinku 40 km, maszerując szerokim na 32 km frontem pomiędzy granicą stanu a Emmitsburgiem.

## Pierwszy dzień bitwy

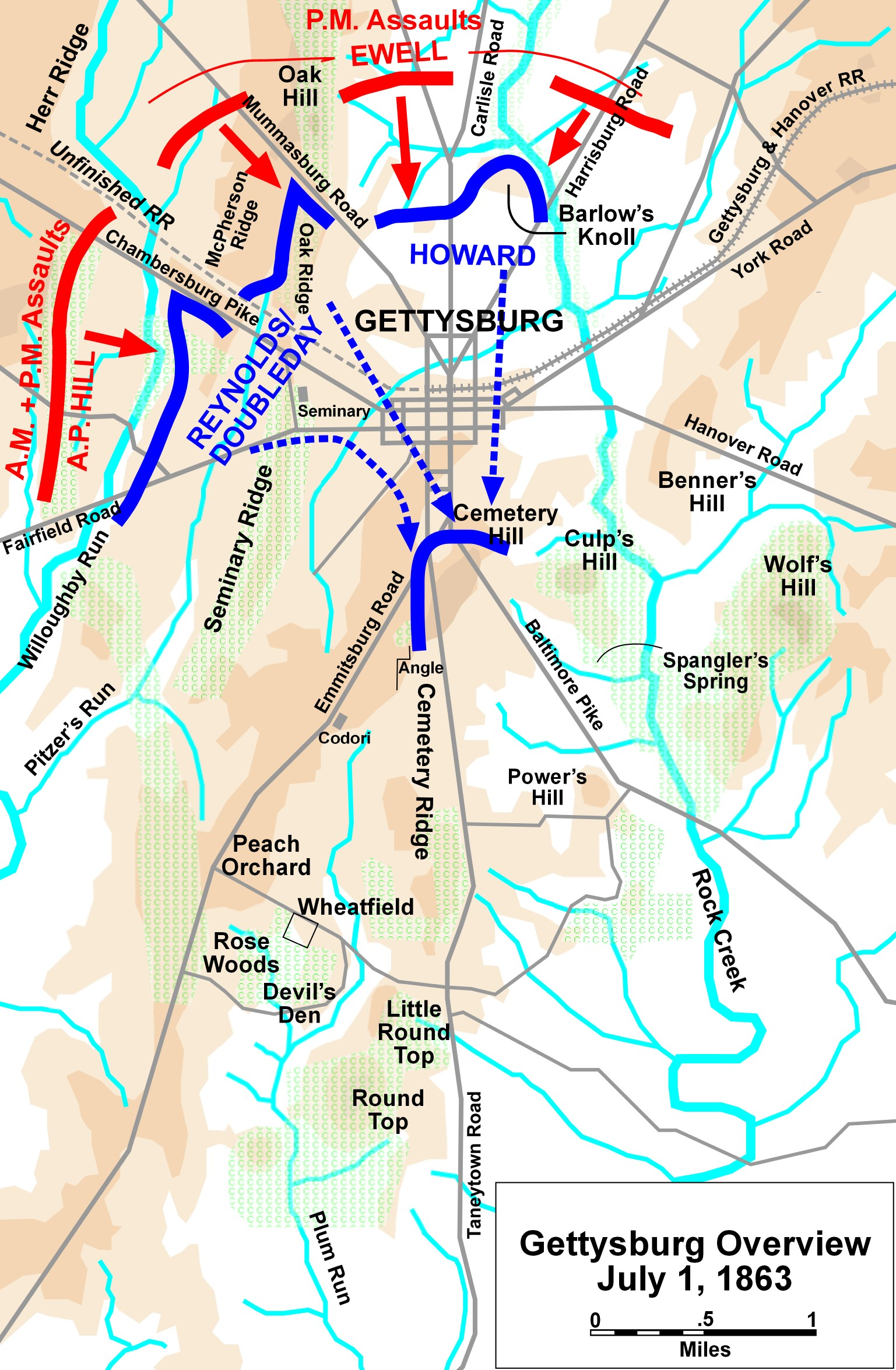
Pierwszy dzień bitwy

W okolice Gettysburga około godz. 7.30 rano 1 lipca dotarła część dywizji gen. mjra Hetha z III Korpusu Armii Północnej Wirginii. Na Grzbiecie McPhersona (McPherson Ridge), kilka kilometrów na zachód od miasta, natknęła się na rzadką tyralierę spieszonych kawalerzystów Unii z dywizji gen. bryg. Johna Buforda. Między żołnierzami obu stron wywiązała się walka. Heth zdecydował się na to, choć w okolicy była na razie tylko jego dywizja, sądził jednak, że ma przed sobą co najwyżej nieliczny oddział pensylwańskiej milicji lub jakieś siły rozpoznania.
Ludzie Buforda, uzbrojeni w powtarzalne odtylcowe karabinki Spencera pozwalające oddawać do pięciu strzałów na minutę, mimo że było ich tylko 2748 przeciw 7460 ludziom Hetha, przez dwie godziny bronili swoich pozycji, aż nadeszły jednostki piechoty z I Korpusu Armii Potomaku, dowodzone przez gen. mjra Johna Reynoldsa. Dotarły one w samą porę i odepchnęły brygady przeciwnika. W walce zginął jednak Reynolds, w powszechnej opinii najlepszy generał Armii Unii, trafiony prosto w kark u nasady czaszki przez snajpera, po nim dowództwo objął gen. mjr Abner Doubleday. Podczas przerwy w walce ściągnął on pozostałe jednostki i obsadził wzgórza na północ od Gettysburga.
Skierował też część oddziałów, by przygotowały drugą pozycję na Grzbiecie Seminaryjnym (Seminary Ridge), położonym na południowy zachód od miasta. Wkrótce nadciągnął jednak ze swoim XI Korpusem, gen. mjr Oliver Howard, który z racji starszeństwa stopniem, przejął dowodzenie. Część XI Korpusu (będąca w rezerwie dywizja gen. mjra Steinwehra) zajęła położone na południe od Gettysburga Wzgórze Cmentarne (Cemetery Hill), o dużych walorach obronnych, reszta zaś rozwinęła się na północ od miasta, pomiędzy drogami z Harrisburga i Mummasburga. Z racji szczupłości sił, powstała jednak luka pomiędzy pozycjami XI a I Korpusu, więc około godz. 9.00 kawalerzyści Buforda musieli cofnąć się z Grzbietu McPhersona, zajmując odcinek pomiędzy Luterańskim Seminarium Teologicznym a dolinką potoku zwanego Willougby’s Run.
Tymczasem od północy pojawiło się nowe zagrożenie. Z Dębowego Wzgórza (Oak Hill) do natarcia ruszyła właśnie przybyła dywizja konfederacka gen. mjra Roberta Rodesa z II Korpusu. Jej celem było uderzenie we flankę zwróconego na zachód I Korpusu Armii Potomaku. Atak jednak był nieskoordynowany i Jankesi zdołali odeprzeć to natarcie. Wyróżniły się tu szczególnie „Żelazna Brygada” gen. bryg. Solomona Mereditha i brygada gen. bryg. Lysandera Cutlera z dywizji gen. mjra Jamesa Wadswortha I Korpusu. Konfederaci zaczęli się cofać.
W tym też czasie na polu bitwy pojawił się gen. Lee. Tocząca się już bitwa nie sprzyjała jego planom, bowiem armia nie była jeszcze skoncentrowana. Ostatecznie, nie chcąc jednak tracić żołnierzy w pojedynczych atakach, zezwolił Hethowi na ponowne uderzenie. Dywizja Hetha, wzmocniona nowymi brygadami, znów zaatakowała Grzbiet McPhersona. Tym razem żołnierze I Korpusu Armii Unii, atakowani równocześnie z flanki przez Rodesa, nie zdołali obronić swoich pozycji i musieli wycofać się na Grzbiet Seminaryjny. Ale i tam, po zaciętej walce, zostali zmuszeni do odwrotu.
Wczesnym popołudniem rosnąca przewaga konfederatów – mimo wielu błędów popełnionych przez ich dowódców – zaczynała być znacząca. Od zachodu nacierały dywizje A.P. Hilla wspomagane przez liczne baterie artylerii. Wyczerpane wojska XI Korpusu zostały ponownie zaatakowane przez wolną już dywizję Rodesa. Wkrótce zresztą nadciągnęły nowe jednostki z II Korpusu Armii Północnej Wirginii. Była to dywizja gen. mjra Old Jube Early’ego, która maszerowała wzdłuż drogi z Harrisburga i uderzyła w bok federalnej brygady płk. Krzyżanowskiego, która rozpoczęła chaotyczny odwrót przez miasto. Siły obu federalnych korpusów były w odwrocie, mając na karku nacierające oddziały konfederackie. Jankesi zostali wyparci z miasta i ostatecznie – wykonując rozkaz Howarda – zajęli pozycje na Wzgórzu Cmentarnym, Wzgórzu Culpa (Culp’s Hill) i wzdłuż Grzbietu Cmentarnego (Cemetery Ridge), gdzie zostali rozstawieni wzdłuż kamiennego muru, zza którego mogli bronić się skutecznie. Przekonała się o tym dywizja gen. mjra Johnsona, która o zmierzchu próbowała zająć Wzgórze Culpa, ale została skutecznie ostrzelana i wycofała w panice do miasta.
Dzień pierwszy bitwy zakończył się więc generalnym odwrotem sił Unii, które poniosły duże straty (np. „Żelazna Brygada” straciła ⅔ z 1800-osobowego stanu). Nie była to jednak paniczna ucieczka. Na nowej pozycji federalni mogli okrzepnąć, bowiem konfederaci nie zaatakowali ponownie. Gen. mjr Ewell, dowódca II Korpusu Armii Północnej Wirginii, który około godz. 17 otrzymał od Lee rozkaz opanowania Wzgórza Cmentarnego „o ile to możliwe” nie zdecydował się na uderzenie, mimo sugestii części swoich oficerów. Tymczasem w ciągu wieczora i nocy nadciągnęły kolejne korpusy Armii Potomaku: III pod dowództwem gen. mjra Sicklesa, II gen. mjra Hancocka oraz XII gen. mjra Slocuma. Pojawił się również ze sztabem gen. Meade, który objął dowództwo nad całością sił federalnych.

## Drugi dzień bitwy

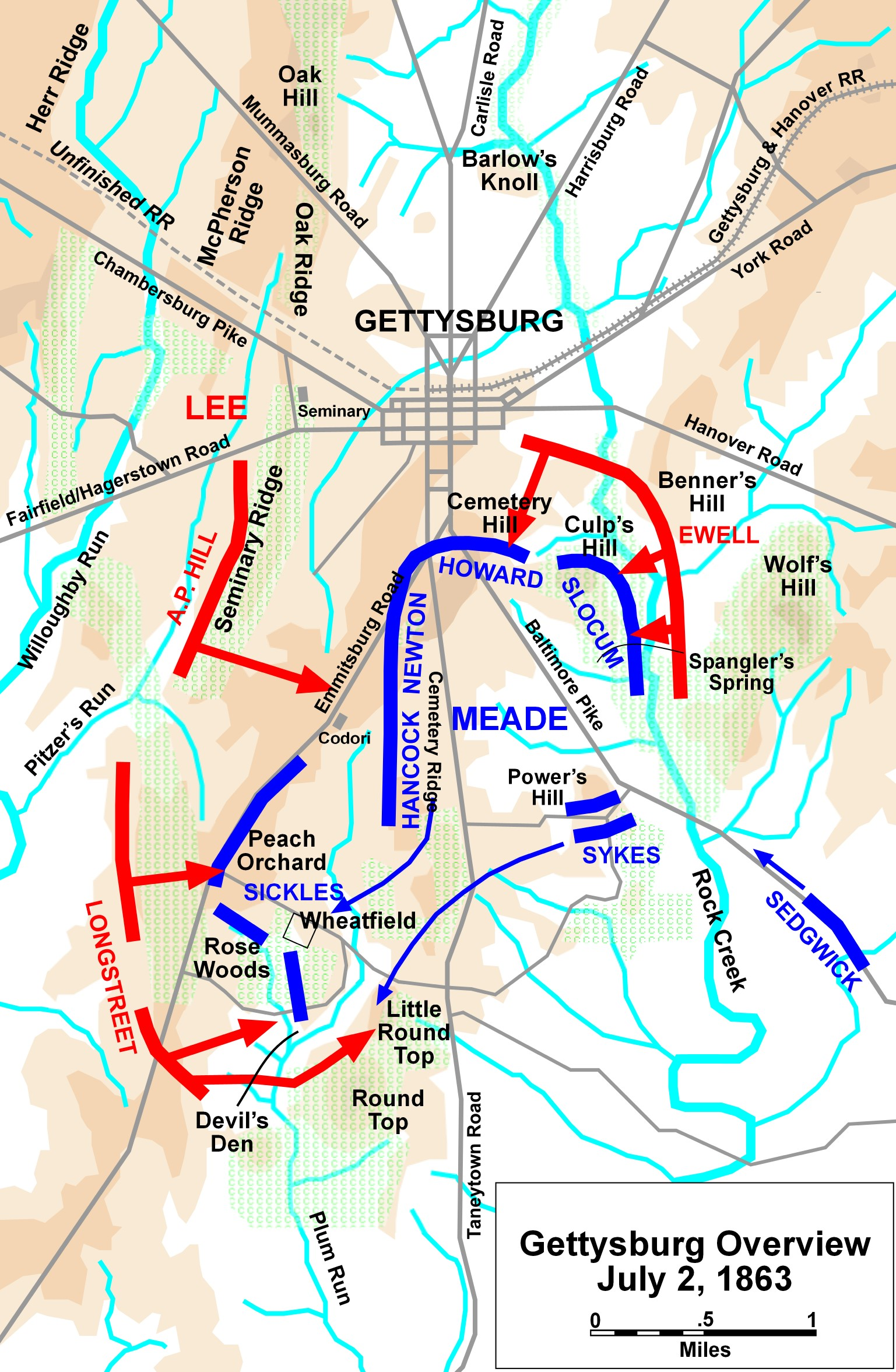
Drugi dzień bitwy

Następnego dnia wojska Unii zajmowały pozycję na wzniesieniach przypominających kształtem haczyk na ryby. Na ważnym Wzgórzu Culpa, które stanowiło prawą flankę Armii Potomaku, stał XII Korpus. Dalej, Wzgórze Cmentarne, obsadzały XI i I Korpus. Biegnący na południe Grzbiet Cmentarny (Cemetery Ridge) zajmował II Korpus. Obok niego zajmował pozycję III Korpus, zgrupowany w pobliżu Okrągłego Szczytu (Big Round Top) i Małego Okrągłego Szczytu (Little Round Top). Sickles miał jednak zbyt mało ludzi, by zająć oba te wzniesienia. Wkrótce nadciągnął V Korpus pod dowództwem gen. mjra Sykesa. Miał on służyć jako rezerwa, ale ostatecznie wsparł Sicklesa, który niepotrzebnie rozciągnął swe siły daleko (1600 m) na zachód, co groziło powstaniem wyrwy w linii wojsk Unii.
Lee i jego oficerowie spędzali noce i poranki na naradach. Siły konfederackie były rozlokowane następująco: naprzeciw Wzgórza Culpa i wokół Gettysburga stał II Korpus Ewella. Na Grzbiecie Seminaryjnym zajmował pozycje III Korpus gen. A. P. Hilla. Jednostki I Korpusu były w marszu i dopiero zbliżały się do pola bitwy. Ich marsz był dość wolny, a w jego trakcie konfederaci musieli zmieniać trasę przemarszu, ze względu na trudne warunki terenowe. W związku z tym I Korpus wyznaczone pozycje zajął dopiero późnym popołudniem.
Dowódca tego korpusu, gen. por. James Longstreet, uważał, że nie należy atakować unionistów w tym miejscu. Przekonywał Lee, by ten z całą armią obszedł lewe skrzydło wojsk Unii i w ten sposób zagrodził im drogę do Waszyngtonu, przez co Meade zmuszony byłby do zaatakowania Armii Północnej Wirginii na korzystnych dla niej warunkach. Lee nie zaaprobował tego planu i postanowił zniszczyć przeciwnika pod Gettysburgiem. Według jego planu korpus Longstreeta miał zająć południowy kraniec Grzbietu Seminaryjnego i stamtąd rozpocząć natarcie na północny wschód w poprzek drogi na Emmitsburg, gdzie spodziewano się zastać lewą flankę unionistów. Atak miał być prowadzony równolegle poszczególnymi brygadami. Korpusy Hilla i Ewella miały prowadzić działania pozorowane, ale w sprzyjających warunkach zamienić je w atak na pełną skalę. Linia konfederackiej armii miała blisko osiem kilometrów długości.

### Walki na lewym skrzydle
III Korpus Sicklesa zszedł ze wzgórz, których miał bronić, wysunął się daleko naprzód i wkrótce został związany walką na całej długości swej linii. Brygady konfederackiej dywizji gen. mjra McLawsa, które około godz. 16 opuściły Grzbiet Seminaryjny z zamiarem zaatakowania Jankesów na Grzbiecie Cmentarnym, stanęły nagle przed przygotowanym do boju nieprzyjacielem, który okupował grupę skał zwaną przez żołnierzy Jaskinią Diabła (Devil’s Den) i Sad Brzoskwiniowy (Peach Orchard) nad drogą do Emmitsburga.
Cztery godziny trwały ciężkie walki na tym odcinku. Żołnierze konfederaccy starali się wyprzeć III Korpus z zajmowanych pozycji. Zaciekły bój o Pole Pszenicy (Wheatfield), które siedmiokrotnie przechodziło z rąk do rąk, zakończył się utrzymaniem go przez federalnych. Choć oddziały Sickelsa (który w tym boju stracił nogę) były wspierane przez V i II Korpus, sytuacja stała się ciężka, bowiem konfederacka brygada Wrighta w pościgu za rozbitym nieprzyjacielem dotarła aż na Grzbiet Cmentarny. Gdyby została wsparta resztą sił z III Korpusu Hilla, centrum Unii zostałoby przełamane i bitwa mogłaby zostać wygrana przez Lee. Jednak nie doszło do tego. Jankesom udało się wyprzeć przeciwnika i powstrzymać kolejne ataki konfederatów, do czego skutecznie przyczyniły się artyleria i 1 Regiment Piechoty z Minnesoty, który poniósł ogromne straty, ale odparł atak nieprzyjaciela.
Tymczasem dywizja gen. mjra Hooda kierowała się w stronę Małego Okrągłego Szczytu (miał on duże znaczenie, bowiem po zdobyciu można by zeń prowadzić flankowy ogień na cały Grzbiet Cmentarny). Znajdował się tam tylko posterunek sygnalizacyjny, więc gdy dowódca oddziałów inżynieryjnych gen. bryg. Warren (nazwany z tego powodu „zbawcą armii Unii”) zauważył groźbę ataku z flanki, czym prędzej sprowadził na wzgórze jednostki V Korpusu, a konkretnie brygadę płk Vincenta. Przez kilka następnych godzin trwała zacięta walka. Federalnym udało się utrzymać Mały Okrągły Szczyt, w czym szczególny udział miał 20 Pułk Piechoty z Maine płk Chamberlaina. Kiedy żołnierze wystrzelali całą amunicję, dowódca dał rozkaz do ataku na bagnety. Ryzykowna szarża powiodła się i unioniści zepchnęli zaskoczonych konfederatów ze wzgórza. Chamberlain otrzymał najwyższe odznaczenie bojowe, Medal Honoru, a jego odwaga znalazła uznanie nawet wśród żołnierzy przeciwnika.

### Bój na północy

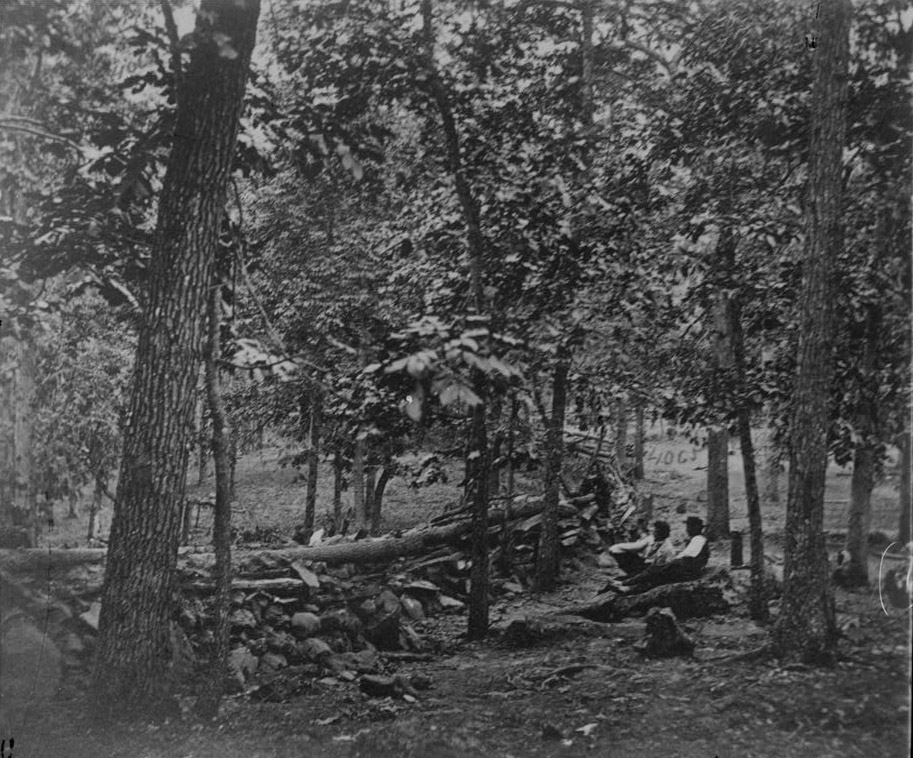
Umocnienia na Wzgórzu Culpa

Dopiero gdy ucichły strzały na lewej flance wojsk federalnych do natarcia przystąpił Ewell. Wcześniej poprzestawał tylko na ostrzeliwaniu, zresztą nieskutecznym, z dział pozycji przeciwnika. W końcu do ataku na Wzgórze Cmentarne posłano brygady Haysa i Avery’ego z dywizji Early’ego. Mimo odniesienia przez nie początkowo pewnych sukcesów, obie zostały w końcu odparte przez Jankesów, ponieważ w porę nie dostały wsparcia innych oddziałów.
W tym samym czasie Wzgórze Culpa zaatakowały cztery brygady dywizji gen. mjra Johnsona. Opór stawiła im tylko brygada 62-letniego gen. bryg. Greene’a, bowiem pozostałe jednostki XII Korpusu Meade wysłał do wsparcia innych odcinków. W końcu konfederatom udało zająć się część wzgórza, ale silnie ufortyfikowanego szczytu, gdzie ziemno-kamienny mur ze strzelnicami u szczytu miał miejscami 3 metry szerokości u podstawy, zdobyć – mimo usilnych wysiłków – nie byli w stanie. Był to jeden z kluczowych momentów bitwy, bowiem Wzgórze Culpa stanowiło jeden z najważniejszych odcinków.
Dalszą walkę przerwał zapadający zmrok, a ponadto nadciągnął z powrotem XII Korpus, wzmocnił ludzi Greene’a i zajął pozycję nieco na południe od Wzgórza Culpa, przygotowując się do spodziewanej w dniu następnym walki. W ten sposób zakończył się drugi dzień bitwy. Obie strony poniosły duże straty. Meade rozważał możliwość wycofania się, ale ostatecznie, pod wpływem opinii dowódców korpusów, postanowił pozostać pod Gettysburgiem.
Oddziały Lee mogły odnieść sukces, ale zdecydowanie zabrakło po ich stronie koordynacji działań. Teraz Lee postanowił uderzyć w centrum pozycji przeciwnika na Grzbiecie Cmentarnym. Podczas nocnej narady dowódców Armii Potomaku Meade przewidział taki właśnie manewr konfederackiego dowódcy: jeśli Lee zaatakuje jutro, to nastąpi to na waszym froncie – powiedział dowódcom środkowego odcinka obrony.

## Trzeci dzień bitwy

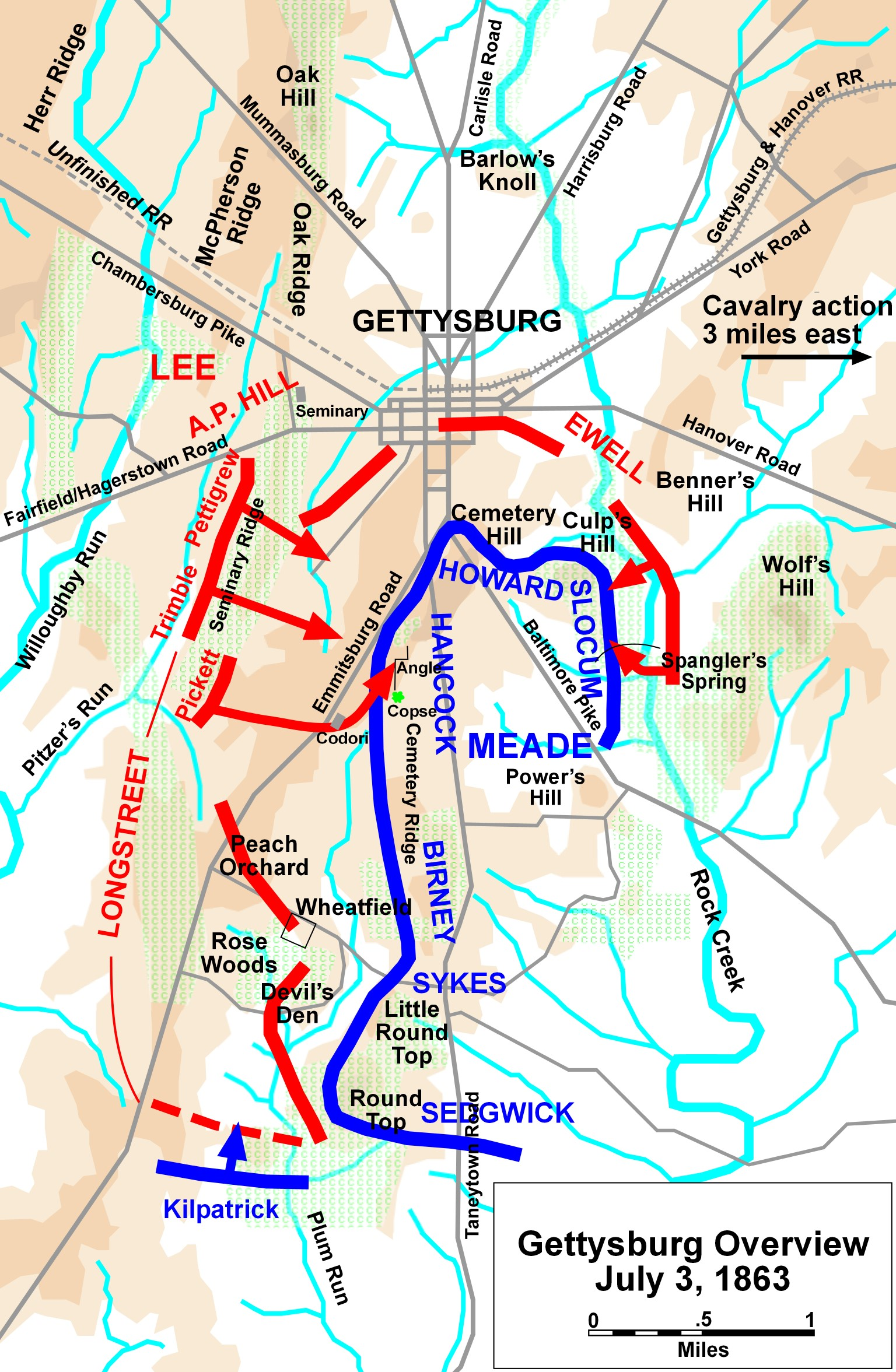
Trzeci dzień bitwy

Trzeci dzień bitwy rozpoczął się od walk wczesnym rankiem – oddziały XII Korpusu Armii Potomaku zaczęły ostrzeliwać pozycje ludzi Johnsona na Wzgórzu Culpa i powoli ich oskrzydlać. Po dwóch nieudanych kontratakach, konfederaci musieli wycofać się ze zdobytych pozycji.
W ten sposób armia Unii utrzymała pozycje z dnia poprzedniego. Na poszczególnych pozycjach stały kolejno: XII Korpus na Wzgórzu Culpa, na Wzgórzu Cmentarnym XI i część I Korpusu, Grzbiet Cmentarny obsadzał II Korpus i część I, a dalej, wokół obu Okrągłych Szczytów, zgrupowane były III, V i VI Korpus. Skrzydła były chronione przez brygady kawalerii pod dowództwem gen. bryg. Kilpatricka. Tyły armii zabezpieczała jazda gen. bryg. Gregga.
Po nieudanej próbie przełamania pozycji federalnych na skrzydłach w ciągu pierwszych dwóch dni bitwy, Lee postanowił (pomimo sprzeciwu Longstreeta) zaatakować centrum pozycji nieprzyjaciela na Grzbiecie Cmentarnym. W tym samym czasie kawaleria pod dowództwem niedawno przybyłego Stuarta miała wyjść na tyły Armii Potomaku. Do natarcia na centrum pozycji Meade’a wyznaczono dywizję gen. bryg. Picketta z I Korpusu (nie brała jeszcze udziału w walce) oraz jednostki z III Korpusu: dywizję Heatha pod dowództwem Pettigrewa i część dywizji (dwie brygady) Pendera dowodzoną przez Trimble’a, wraz z jeszcze dwiema brygadami z dywizji Andersona. Już sam wybór jednostek był błędny, bowiem oddziały z korpusu Hilla były bardzo osłabione toczonymi przez poprzednie dni walkami i w znacznym stopniu zdemoralizowane, a dywizja Picketta nieostrzelana. Do natarcia, które miało rozpocząć się wcześnie rano, piechota konfederacka przygotowywała się – pod nękającym ogniem – pół dnia i ruszyła dopiero po południu.
Konfederaci usiłowali osłabić pozycje Unii silnym ostrzałem artyleryjskim, ale nie okazał się on tak skuteczny jak planowano (pociski przenosiły, a zapalniki działały z opóźnieniem, czego kanonierzy – oślepieni kłębami dymu – nie byli w stanie dostrzec); w dodatku baterie Armii Potomaku – celem zmylenia przeciwnika i zaoszczędzenia amunicji – milkły jedna po drugiej, co upewniło konfederatów, że ostrzał jest skuteczny.
Po jego zakończeniu ruszył atak piechoty, który przeszedł do historii pod nazwą szarży Picketta. Nienaganny szyk rebeliantów zrobił duże wrażenie na Jankesach, ale nie czekali długo z rozpoczęciem ostrzału. Silny ogień flankowy, w części z baterii z Małego Okrągłego Szczytu i Wzgórza Cmentarnego, zadawał wielkie straty idącym równym krokiem liniom konfederatów.
Wprawdzie garści żołnierzy udało się – mimo ognia kartaczowego (niektóre armaty federalnych nabijane były podwójnymi ładunkami) i karabinowego na wprost – dotrzeć do kamiennego murku u stóp Grzbietu Cmentarnego, gdzie bronili się federalni, ale zaraz po przekroczeniu go (miejsce to w historiografii amerykańskiej określane jest mianem High Water Mark of Confederacy) zostali odparci, bowiem nie było już dowodzących oficerów. Żołnierze konfederaccy powoli ściągali więc na pozycje wyjściowe, wciąż masakrowani przez artylerię Unii.
Atak zakończył się zupełną klęską. Straty, jakie ponieśli konfederaci, były bardzo duże, zwłaszcza wśród prowadzących natarcie (z trzech dowódców brygad z dywizji Picketta przeżył tylko jeden i to w dodatku ciężko ranny). Poległa lub została ranna połowa biorących udział w ataku żołnierzy Armii Północnej Wirginii, czyli ponad 6 tys. żołnierzy (rannych, zabitych i wziętych do niewoli), wobec 1,5 tys. unionistów. Tak wielkie straty można wytłumaczyć postępem technologicznym, któremu nie dorównywała taktyka. W roku 1853 US Army zaczęła stosować gwintowane lufy broni strzeleckiej. W tym samym czasie kapitan armii francuskiej Claude E. Minié odkrył sposób ułatwiający ładowanie: jego ołowiany pocisk był stożkowaty u szczytu i płaski, lecz wgłębiony u nasady, a jednocześnie o nieco mniejszej średnicy niż przekrój lufy, dzięki czemu pocisk po prostu wpadał w nią. W chwili oddania strzału płaska powierzchnia rozszerzała się dostosowując pocisk do gwintu. Skuteczna donośność gładkolufowego muszkietu wynosiła 100–180 m; stosujący pociski Minié karabin Springfielda modelu 1855 (kalibru .58) był skuteczny na odległość 350–550 m. Tak udoskonalonej broni towarzyszyła jednak taktyka z okresu wojen napoleońskich, a więc prowadzenie walki w polu zwartymi formacjami piechoty, w których ogień armatni i karabinowy czynił ogromne spustoszenie.
Jednocześnie z atakiem dywizji Picketta Stuart usiłował wyjść na tyły Armii Potomaku. Około 5 kilometrów na wschód od Gettysburga został on jednak powstrzymany przez kawalerzystów Gregga i zmuszony do odwrotu. Wyróżniły się tu 7. i 1. brygada z Michigan (tę ostatnią prowadził „z szablą w ręku” sławny boy-general, George Armstrong Custer).
O godz. 17.30 doszło do ostatniego wydarzenia na polu bitwy. Na rozkaz Kilpatricka brygada jazdy Unii 25-letniego gen. bryg. Elona Farnswortha natarła na prawe skrzydło wojsk konfederackich, ale została odparta z poważnymi stratami, a sam Farnsworth, trafiony pięcioma kulami, poległ.

## Straty stron

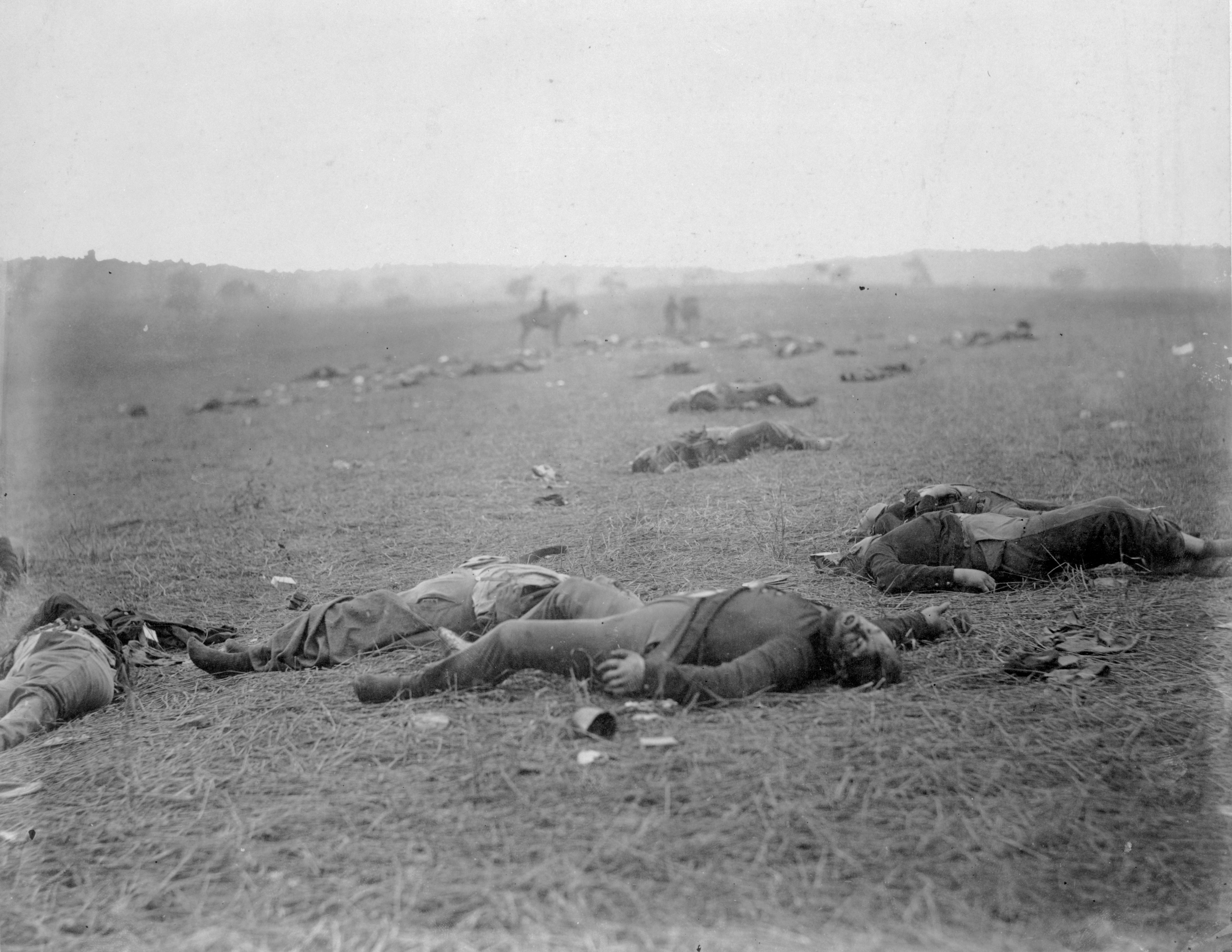
W bitwie poległo około 7 tys. żołnierzy obu walczących stron

Straty, zarówno po stronie Unii, jak i Konfederacji, były bardzo wysokie. Trudno rozstrzygnąć, jakie były naprawdę, bowiem autorzy poszczególnych opracowań różnią się między sobą. Dane Zygmunta Ryniewicza (23 tys. po stronie Unii i 20 tys. po stronie Konfederacji), który opierał się zapewne na pracy Leona Korusiewicza z roku 1967, są mało wiarygodne zważywszy, że większość autorów amerykańskich (np. Bryan Perrett, Kevin Dougherty, James McPherson) podkreśla ogrom strat Armii Północnej Wirginii: 28 063 (3903 zabitych, 18 735 rannych, 5425 zaginionych), wobec 23 049 (3155 zabitych, 14 529 rannych, 5365 zaginionych) strat Armii Potomaku. Nieco inne dane przytacza David Eicher: Konfederaci – 22 874 (4637 zabitych, 12 391 rannych, 5846 zaginionych); Federalni – 22 813 (3149 zabitych, 14 503 rannych, 5161 zaginionych), natomiast Macdonald podaje okrągłe liczby: straty Armii Północnej Wirginii to 28 tys. (38% całości sił), straty Armii Potomaku 23 tys. (24%) i jego też liczby – jako jedynie przybliżone – przyjęto w tym opracowaniu.
O rozmiarach strat Armii Północnej Wirginii świadczy następujące zestawienie: generałowie Barksdale, Semmes, Garnett, Armistead, Avery, Pender i Marshall polegli; Hood, Fry, Scales, Lowrance, Jones, Robertson i Anderson zostali ranni; Kemper i Archer dostali się ranni do niewoli (Kemper został wprawdzie odbity, ale ponownie schwytany zaraz po bitwie, a Archera zwolniono podczas wymiany jeńców dopiero latem następnego roku), co oznaczało wyeliminowanie z walki siedemnastu dowódców dywizji i brygad. W niektórych regimentach liczba zabitych i rannych sięgała 90%. Żołnierz Unii, Henry Abbott, w liście do ojca pisał o szeregach zabitych obu stron, leżących w odległości 5-7 metrów od siebie, niemal jak podczas walki wręcz.
Choć bitwa była skończona, a armie odeszły, mieszkańcy Gettysburga nadal odczuwali jej skutki. Problem stanowiło czternaście i pół tysiąca federalnych i ponad osiemnaście tysięcy konfederackich rannych. Wprawdzie Lee ewakuował około 12 700 swoich za Potomak, ale ci co pozostali zdani byli na łaskę nieprzyjaciela. Kościoły, seminarium luterańskie, stodoły, budynki publiczne i domy prywatne stały się szpitalami, obsługiwanymi przez nieliczny, pozostawiony na miejscu, personel medyczny Armii Unii. 8 lipca zaczęto rozwozić pociągami rannych do szpitali w Baltimore, Harrisburgu i innych miastach. W Gettysburgu zostało blisko pięć tysięcy tak ciężko rannych, że nie można ich było przenieść.
Na polach Gettysburga starło się ze sobą około 170 tysięcy Amerykanów, z których 29% (prawie 51 tysięcy) zostało zabitych, rannych, wziętych do niewoli lub przepadło bez wieści. Autorzy większości opracowań zgodnie podkreślają, że w dniach 1–3 lipca 1863 roku Amerykanie ponieśli straty większe niż w wojnie rewolucyjnej, wojnie roku 1812 i wojnie z Meksykiem razem wziętych.

## Odwrót armii konfederatów
4 lipca obie wyczerpane i okaleczone armie trwały na polu walki naprzeciwko siebie ograniczając się do zbierania rannych. Generał Lee przygotował swoje wojska do obrony spodziewając się ataku, jednak generał Meade nie zdecydował się na to. Następnego dnia konfederaci wycofali się spod Gettysburga i w ulewnym deszczu ruszyli z powrotem do Wirginii, a Armia Potomaku wolno podążała za nimi.
W Londynie wieści o klęsce pod Gettysburgiem komentowano tak:

To prawdziwy coup de grâce. Klęska rebeliantów rozwiała wszelkie ich nadzieje. Jest już oczywiste, że żadnej interwencji Europejczyków nie będzie.

Pościg Unii był tak nieudolny i mało energiczny, że Lee zdołał przeprawić swoją armię jedynym mostem pontonowym przez Potomak w nocy z 13 na 14 lipca, a żołnierzom federalnym (Meade miał w odwodzie nietknięte jeszcze oddziały, a mianowicie rezerwowy VI Korpus i elementy korpusów V i XII) udało się wziąć do niewoli tylko kilkuset żołnierzy jego straży tylnej. Lee stracił znacznie więcej ludzi na skutek masowych dezercji (jego armia stopniała do zaledwie 35 tysięcy). Prezydent Lincoln skomentował opieszałość Meade’a następująco: „...zachował się jak stara kobieta zaganiająca swe gęsi do przejścia na drugi brzeg strumyka”.
Dzień 4 lipca stał się punktem zwrotnym w wojnie. Tego dnia skapitulował konfederacki garnizon w Vicksburgu. Upadek tej twierdzy oznaczał przejęcie przez Północ kontroli nad całą rzeką Missisipi i przecięcie terytorium Konfederacji na pół. Jednocześnie prysł mit o niezwyciężoności Armii Północnej Wirginii. Wojna nie skończyła się z powodu tej bitwy, ale w ostatecznym rozrachunku konfederaci przegrali wojnę na wyczerpanie, nie mieli kim zastąpić strat w ludziach, a także nie mieli odpowiedniego zaplecza finansowego, technologicznego i gospodarczego do dalszego prowadzenia walki.

## Założenie cmentarza
Ci, którzy oglądali pole bitwy w dniach 4 i 5 lipca, byli wstrząśnięci. Pewien szeregowiec z armii Unii tak pisał o poległych:

Ich ciała były spuchnięte, poczerniałe i odrażająco nienaturalne. Oczy wychodziły im z opraw, języki wywalały się z ust, a we wszystkich niemal przypadkach skorupy krwi i wyrwane kawały ciała pokazywały jak umarli. To był widok nie do opisania. Mój Boże, czy to możliwe, że aż tylu do niedawna aktywnych, posiadających przyjaciół, rodziców, braci i siostry ludzi poległo tutaj? Tak się właśnie stało, ale wprost nie sposób tego pojąć.

Zwłoki poległych zaczęto grzebać zaraz po bitwie, ale nie było ani czasu ani możliwości, by wykopać około 7 tys. indywidualnych grobów. Kopano więc rowy, a w nich składano po około 200 ciał. Te masowe mogiły były bardzo płytkie, więc wkrótce warunki atmosferyczne, głównie deszcz i wiatr, przyczyniały się do odsłaniania rozkładających się zwłok, które rozwlekały dzikie zwierzęta. Tysięcy zabitych koni i mułów nawet nie grzebano, lecz układano w stosy i palono. Swąd rozchodził się po całej okolicy, a mieszkańcy Gettysburga chorowali.
Gdy kilka tygodni później do Gettysburga przyjechał gubernator Pensylwanii Andrew Curtin, miejscowy adwokat David Wills zaproponował, by władze zakupiły fragment pobojowiska celem założenia cmentarza żołnierzy Unii. Skutkiem był zakup 7 ha gruntów na Wzgórzu Cmentarnym (za 2475 USD) i 27 października zaczęto przenosić tam zwłoki poległych (koszt przenosin każdego poległego wynosił 1,59 USD). 19 listopada, z udziałem około 15 tysięcy osób, dokonano uroczystego otwarcia nekropoli, w czasie którego krótką mowę, znaną jako adres gettysburski wygłosił prezydent Abraham Lincoln.
Zaangażowanie rządu Unii w założenie tego pierwszego cmentarza wojny secesyjnej oznaczało, że pochówek żołnierzy poległych w tej wojnie przestał być wyłącznie sprawą rodzin; że odtąd ich ofiara będzie upamiętniana przez naród, nawet gdy na większości nagrobków widnieć będzie napis „żołnierz nieznany”.

## Ciekawostki
- W trakcie trzydniowych walk zginęła tylko jedna osoba cywilna, 20-letnia mieszkanka Gettysburga – Jennie Wade – która 3 lipca w kuchni swej krewnej ugniatała ciasto na chleb i została przypadkowo trafiona prosto w serce pociskiem minié[112].
- Najstarszym uczestnikiem bitwy po stronie Unii był 69-letni weteran wojny roku 1812, wojen z Seminolami i wojny amerykańsko-meksykańskiej, mieszkaniec Gettysburga, John Burns, który zgłosił się na ochotnika i 1 lipca walczył w szeregach „Żelaznej Brygady”; został trzykrotnie ranny. Był jednym z niewielu mieszkańców Gettysburga, z którymi zechciał się osobiście spotkać w listopadzie prezydent Lincoln[113].
- W bitwie po stronie wojsk Unii brał udział płk Włodzimierz Bonawentura Krzyżanowski, dowódca jednej z brygad XI Korpusu[114]. Walczył w pierwszym dniu na pozycjach wysuniętych na północ od Gettysburga, a przez resztę bitwy bronił Wzgórza Cmentarnego. Po stronie Konfederacji w bitwie brał udział oddział sformowany z Polaków przez Kaspra Tochmana.
- Armii Północnej Wirginii towarzyszyło w Pensylwanii ponad 6 tys. czarnoskórych niewolników, głównie służących wyższych oficerów[115].

## Upamiętnienie bitwy

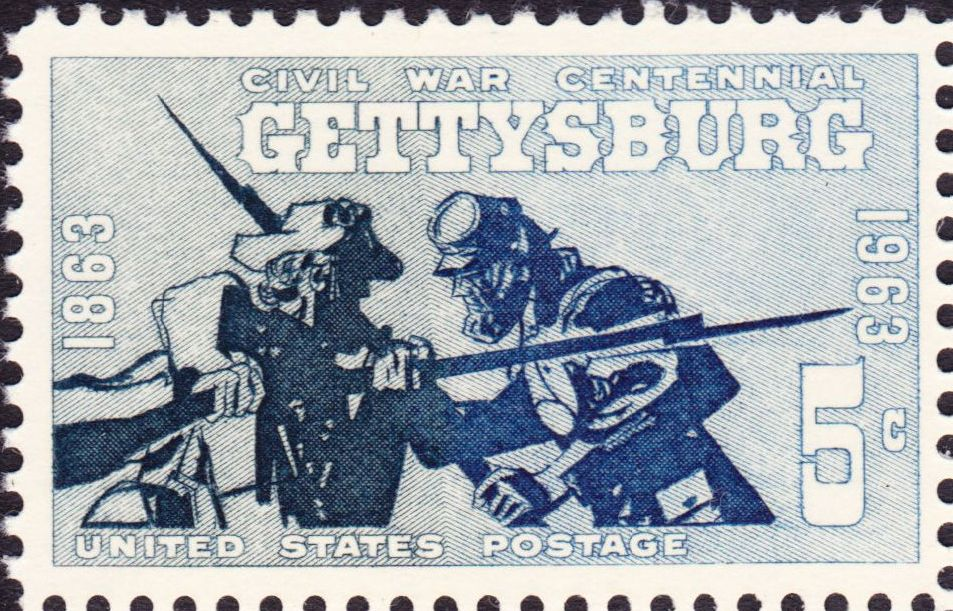
Znaczek wydany w setną rocznicę

Bitwie pod Gettysburgiem poświęcona jest powstała w 1974 roku powieść Michaela Shaara The Killer Angels (wyd. pol. Gettysburg), która została wyróżniona w roku 1975 Nagrodą Pulitzera. Powieść ta stała się kanwą scenariusza filmu Gettysburg który miał swoją premierę w 1993 roku.
W roku 2004 powermetalowy zespół Iced Earth wydał album The Glorious Burden gdzie znajdują się trzy, trwające w sumie około 30 minut utwory o bitwie pod Gettysburgiem: „The Devil To Pay”, „Hold At All Costs” i „High Water Mark”.
Z okazji setnej rocznicy wojny secesyjnej US Post Office wydał serię pięciu znaczków upamiętniających sławne bitwy, rozpoczynając od bitwy o Fort Sumter (rok wydania 1961). Znaczek upamiętniający starcie pod Shiloh ukazał się w 1962, batalię pod Gettysburgiem w 1963, bitwę w dziczy w 1964 i bitwę pod Appomattox Court House w 1965 roku.
W roku 1936 mennica państwowa wprowadziła do obiegu pamiątkową półdolarówkę. Nakład był – co typowe dla tamtych czasów – bardzo mały: zaledwie 26 928 sztuk. 24 stycznia 2011 roku w ramach programu „Piękna Ameryka” wybito monetę 25-centową upamiętniającą Gettysburg National Military Park i bitwę pod Gettysburgiem. Na rewersie monety ukazany jest pomnik żołnierzy 72. Regimentu Piechoty z Pensylwanii.
W roku 2004 ukazał się telewizyjny mockument zatytułowany CSA: The Confederate States of America, w którym bitwę pod Gettysburgiem wygrywają siły konfederatów, w wyniku czego południowiec Judah Benjamin jest w stanie przekonać Zjednoczone Królestwo i II Cesarstwo, że powinny uznać i wesprzeć Konfederację. To wywołuje efekt motyla w wyniku czego konfederaci wygrywają wojnę secesyjną, a następnie podbijają obie Ameryki z wyjątkiem Kanady.